# Trujillo (provincie)
Trujillo is een provincie in de regio La Libertad in Peru. De provincie heeft een oppervlakte van  1.769 km² en telt 957.010 inwoners (2015). De hoofdplaats van de provincie is het district Trujillo; zeven van de elf districten vormen de steden  (ciudades) Trujillo, Laredo en Moche.

## Bestuurlijke indeling
De provincie Trujillo is verdeeld in elf districten, UBIGEO tussen haakjes:
- (130102) El Porvenir, deel van de stad (ciudad) Trujillo
- (130103) Florencia de Mora, deel van de stad (ciudad) Trujillo
- (130104) Huanchaco
- (130105) La Esperanza, deel van de stad (ciudad) Trujillo
- (130106) Laredo, vormt de stad (ciudad) Laredo
- (130107) Moche, vormt de stad (ciudad) Moche
- (130108) Poroto
- (130109) Salaverry
- (130110) Simbal
- (130101) Trujillo, hoofdplaats van de provincie en deel van de stad (ciudad) Trujillo
- (130111) Victor Larco Herrera, deel van de stad (ciudad) Trujillo

Ascope · Bolívar · Chepén · Gran Chimú · Julcán · Otuzco · Pacasmayo · Patáz · Sánchez Carrión · Santiago de Chuco · Trujillo · Virú